# Estadio del Bicentenario Nacional
El Estadio Municipal-Departamental Bicentenario de la Independencia Nacional de la ciudad de Ypacaraí (Paraguay) es un estadio multiuso construido en ocasión del Bicentenario de la Independencia de Paraguay. 
El estadio tiene una capacidad para 12.000 espectadores sentados. Demandó una inversión inicial de 4.500 millones de guaraníes y otros 2.500 millones para el techado, los gastos son costeados por la intendencia local, la gobernación de Central y la Itaipú Binacional. El estadio del Bicentenario de la Independencia Nacional, sirve para la realización de diferentes eventos culturales y deportivos. Las finales del 40.º Campeonato Nacional de Fútbol de Salón de las ligas paraguayas, que se desarrollaron del 17 al 27 de marzo del 2010 tuvieron lugar en este complejo deportivo.

## Ubicación y capacidad
El coliseo deportivo está ubicado en Ypacaraí (Paraguay) (localidad distante a 37 km de Asunción, a unos 800 metros de la ruta II “Mariscal José Félix Estigarribia”, en el camino que conduce a la ciudad de Pirayú, y sirve para competencias de todos los deportes de pista, además de eventos que requieran una gran convocatoria. La pista es reglamentaria y sus dimensiones son de 20 por 40 metros, para competencias oficiales de fútbol de salón y otras disciplinas.
Bajo las graderías se han construido habitaciones para alojamientos de delegaciones deportivas y vestuarios modernos. El complejo está construido en un predio de tres hectáreas y dispone de sitios para estacionamientos de unos cuatrocientos vehículos livianos y para 120 ómnibus.
El estadio tiene  26 gradas con huella y contrahuella, estructura de Hº Aº preparada para soporte de techo y está equipada con caseta de transmisión para periodistas, sala de Prensa, vestuarios, duchas, cantinas, salas de conferencia, además de oficinas.

## Eventos religiosos
Los Testigos de Jehová, realizaron en el lugar su asamblea nacional en mayo de 2010. Miles de testigos procedentes de todo el país se dieron cita en el Estadio del Bicentenario Nacional para celebrar una jornada de educación bíblica, en la cual estuvieron representantes de por lo menos 12 países más.